# Homoneura genitalis
Homoneura genitalis är en tvåvingeart som beskrevs av Kim 1994. Homoneura genitalis ingår i släktet Homoneura och familjen lövflugor. Inga underarter finns listade i Catalogue of Life.